# Chiesa di San Rocco a Malagrotta
La chiesa di San Rocco a Malagrotta è un luogo di culto cattolico di Roma, nella zona di Castel di Guido.

## Storia
Agli inizi degli anni cinquanta dello scorso secolo, esisteva in località Malagrotta un piccolo luogo di culto, che accoglieva da secoli i pellegrini diretti verso il centro di Roma, ma del tutto insufficiente per le celebrazioni dei fedeli.
Il cardinale Eugène Tisserant, vescovo della sede suburbicaria di Porto e Santa Rufina, il 25 ottobre 1953 creò la nuova parrocchia di San Rocco. Per questo motivo il Pio Istituto di Santo Spirito e Ospedali Riuniti acquistò un casale risalente al XVIII secolo, che fu consacrato e adibito a chiesa nel 1957.
Negli anni settanta il vasto territorio della parrocchia ebbe un notevole sviluppo di popolazione nelle zone di Massimilla e Massimina, dove vennero costruite altre due chiese (Madonna di Fatima alla Massimilla e Corpus Domini a Massimina) che divennero parrocchie autonome, mentre la parrocchia di San Rocco venne soppressa poiché lo stesso sviluppo demografico non si ebbe a Malagrotta.
Nel periodo tra il 2009 e il 2011 la chiesa è stata oggetto di un lungo lavoro di restauro e, a lavori ultimati, è stata riaperta al culto.

## Descrizione
La chiesa al suo interno è formata da un'unica navata rettangolare, con un'abside nella quale è presente un crocifisso ligneo. Il presbiterio è rialzato di un gradino rispetto all'aula.
La facciata è rettangolare con al centro un portone d'ingresso sovrastato da una vetrata, mentre il resto è decorato a intonaco. Le facciate laterali sono trattate a intonaco con grandi finestre che affacciano su una corte interna. Il corpo sinistro della chiesa ospita la sacrestia.
La copertura dell'edificio è in legno.